# روب جولدبيرج
روب جولدبيرج (بالإنجليزية: Rube Goldberg) رسام كارتون ونحات وكاتب ومخترع أمريكي، وُلد في 4 يوليو 1883. حاز جائزة جائزة بوليتزر عن فئة الرسوم الهزلية عام 1948.

## سيرته الذاتية
وُلد روب جولدبيرج في مدينة سان فرانسيسكو في 4 يوليو 1883. في فترة مراهقته، عمل روب مساعدًا لرسام لافتات كبيرة. إلا أنه أمام رغبة والده، التحق بجامعة كاليفورنيا في بركلي وتخرج فيها عام 1904.

## حياته المهنية
خلال ستة أشهر من تخرجه، تعاقد جولدبيرج مع بلدية سان فرانسيسكو وعمل مصممًا لشبكات الصرف الصحي في مسقط رأسه. ولكنه وبعد مرور ستة أشهر، قرر التخلي عن عمله كمهندس جراء ما صادفه في مهام مجحفة وأعمال حفر تحت الأرض، وبدأ في العمل كرسام كاريكاتير لصحيفة سان فرانسيسكو كرونيكل. وفي العام التالي، تعاقدت معه مجلة سان فرانسيسكو وبقي بها حتى عام 1907، حيث كان مسئولًاعن القسم الرياضي.

### انتقاله إلى نيويورك
في عام 1906 وبعد حصول الزلزال المدمر في سان فرانسيسكو، انتقل روب إلى نيويورك للبحث عن فرصة عمل جديدة، وكان بحوزته وقتها فقط مائتي دولار، إضافة لخاتم ألماس أعطاه إياه والده كضمان له لبيعه وشراء تذكرة عودة إلى دياره في حال فشله وإفلاسه.
وبعد مرور فترة من الزمن دون حصوله على أي عمل، كاد أن يبيع الخاتم لولا أن حصل على وظيفة رسام كاركاتور بشكل رسمي في جريدة إيفيننج ميل، وذاع صيته عقب نشر رسوماته ذات الأفكار المميزة والمضحكة.

### نجاحه
شهد عام 1914 أولى تصميمات روب الغريبة وكانت تظهر على صفحات الجرائد والمجلات مرتين في الشهر وجذبت انتباه وإعجاب القراء البسطاء والمهتمين بالعلم على السواء. وخلال أقل من عام بدأت رسوماته الكرتونية تحقق له دخلًا يعادل 100 ألف دولار سنويًا. وبدأت المطبوعات بنشر تصاميمه وإعادة نشرها بشكل دوري وتم عرض بعض منها في متحف الفن الحديث في مدينة نيويورك. وعلى الرغم من أن روب هو مؤسس هذا النوع من التصاميم المعقدة إلا أنه لم يقم يومًا ببناء أي من هذه الآليات، بل اكتفى برسمها فقط وأصبحت رسوماته الهزلية مصدر إلهام للعديد من المهندسين والعلماء الطموحين.

### تكوينه الهندسي
لعبت دراسته وعمله كمهندس دورًا كبيرًا في صقل موهبته الفنية والإبداعية، حيث كانت ركنًا أساسيًا في تصميماته الميكانيكية العجيبة التي احتوت على أدوات بسيطة يستخدمها الناس بشكل يومي مثل العجلات والكرات والأحذية والأكواب والكراسي والأقفاص ليصل إلى حلول بسيطة لمشاكل الناس عبر العديد من تصميماته المعقدة.

#### آلة روب جولدبيرج
هي عبارة عن جهاز أو آلية ميكانيكية معقدة تم تصميمها هندسيا بشكل مبالغ فيه كثيرًا لتنفيذ سلسلة من التفاعلات المتسلسلة وذلك للحصول في النهاية على نتيجة صغيرة أو لإنجاز مهمة بسيطة جدًا. مع مرور الزمن توسع هذا المصطلح وأصبح يطلق على أي نظام غير مفهوم أو مربك بسبب تعقيده.

## دلالة اسمه
أصبح اسم روب جولدبيرج مرادفًا للتعقيد، وفي عام 1931 قام قاموس Merriam-Webster بإضافة مصطلح Rube Goldberg لمفرداته كصفة تدل على إنجاز عمل ما، كان يمكن إنجازه ببساطة، بطريقة معقدة جدًا.

## وفاته وتكريمه
تُوفي روب في نيويورك في 7 يسمبر 1970. وقد تم تكريمه من خلال افتتاح قسم خاص به ولاختراعاته في المتحف الوطني للتاريخ الأمريكي حيث اشتمل على مئات التصاميم والرسومات وتسجيلات الأغاني وتماثيل وبالطبع مخطوطات لآلات روب جولدبيرج. وفي عام 1995، قامت الحكومة الأمريكية بتكريم اختراعات روب من خلال إنتاج طابع بريدي يحوي واحد من أشهر شخصياته الذي يدعى بروفسيور بوتس مع تصميمه المسمى المنديل الذي يعمل بشكل تلقائي.

## روابط خارجية
- روب جولدبيرج على موقع IMDb (الإنجليزية)
- روب جولدبيرج على موقع الموسوعة البريطانية (الإنجليزية)
- روب جولدبيرج على موقع إن إن دي بي (الإنجليزية)
- روب جولدبيرج على موقع قاعدة بيانات الفيلم (الإنجليزية)